# Medmar Giorgia
Il Medmar Giorgia è un traghetto appartenente alla compagnia di navigazione italiana Medmar.

## Servizio
Varato il 14 maggio 1982 nel cantiere navale Svendborg Skibsværft A/S di Svendborg con il nome di Odin Sydfyen e consegnato il 25 agosto successivo alla Spodsbjerg-Tårs Ruten A/S, prende servizio nello stesso mese nei collegamenti tra Spodsbjerg e Tårs.
Il 15 agosto 1996 viene venduto alla Scandilines Sydfyenske A/S, alla quale viene consegnato il 1º gennaio successivo, tornando in servizio sulla stessa rotta.
Il 27 dicembre 2007 viene venduto alla Nordic Ferry Services A/S , continuando ad operare sulla stessa rotta.

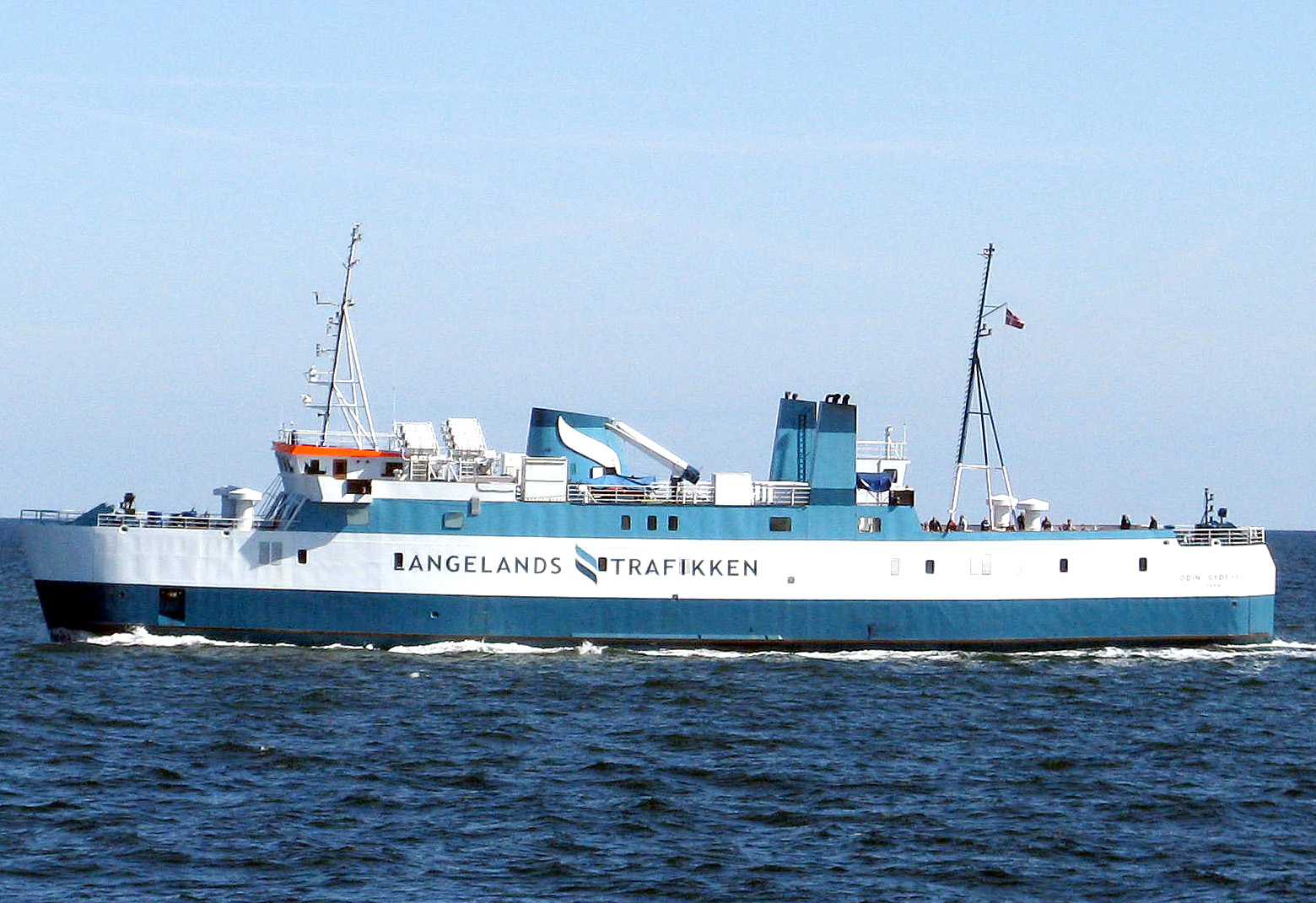
L'Odin Sydfyn in navigazione nel 2009.

Il 14 gennaio 2011 viene registrato alla Danske Færger A/S.
A partire dall'aprile del 2012 prende servizio nei collegamenti tra Fynshav e Bøjden.
Nel 2015 viene disarmato a Faaborg e messo in vendita.
Il 24 aprile 2015 viene venduto alla J&L Shipping Ab, alla quale viene consegnato il 27 aprile. Il 29 aprile viene ribattezzato Odin.
Dal 18 giugno successivo, prende servizio nei collegamenti tra Långnäs, Överö e Snäckö.

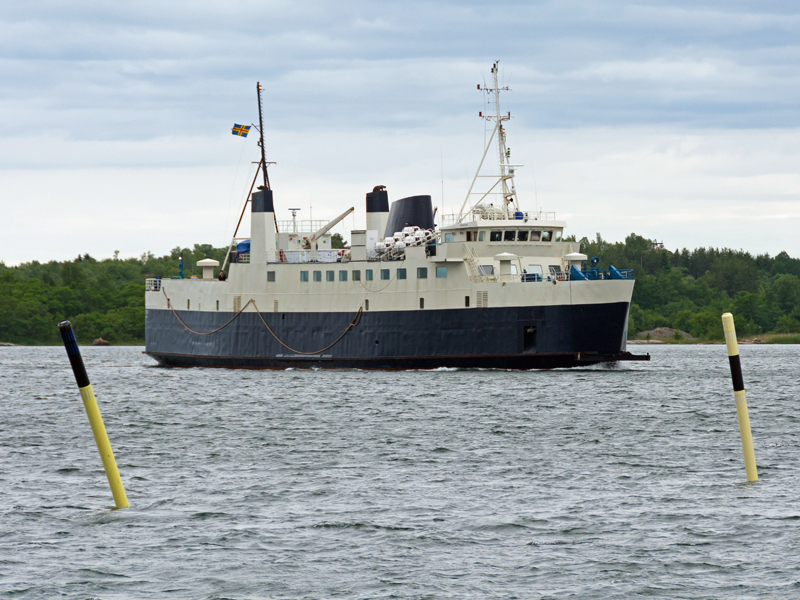
L'Odin in navigazione nell'Arcipelago delle Åland nel 2015.

Il 30 ottobre 2017 entra in collisione con la banchina di Överö a causa delle condizioni meteo avverse, riportando danni alla prua.

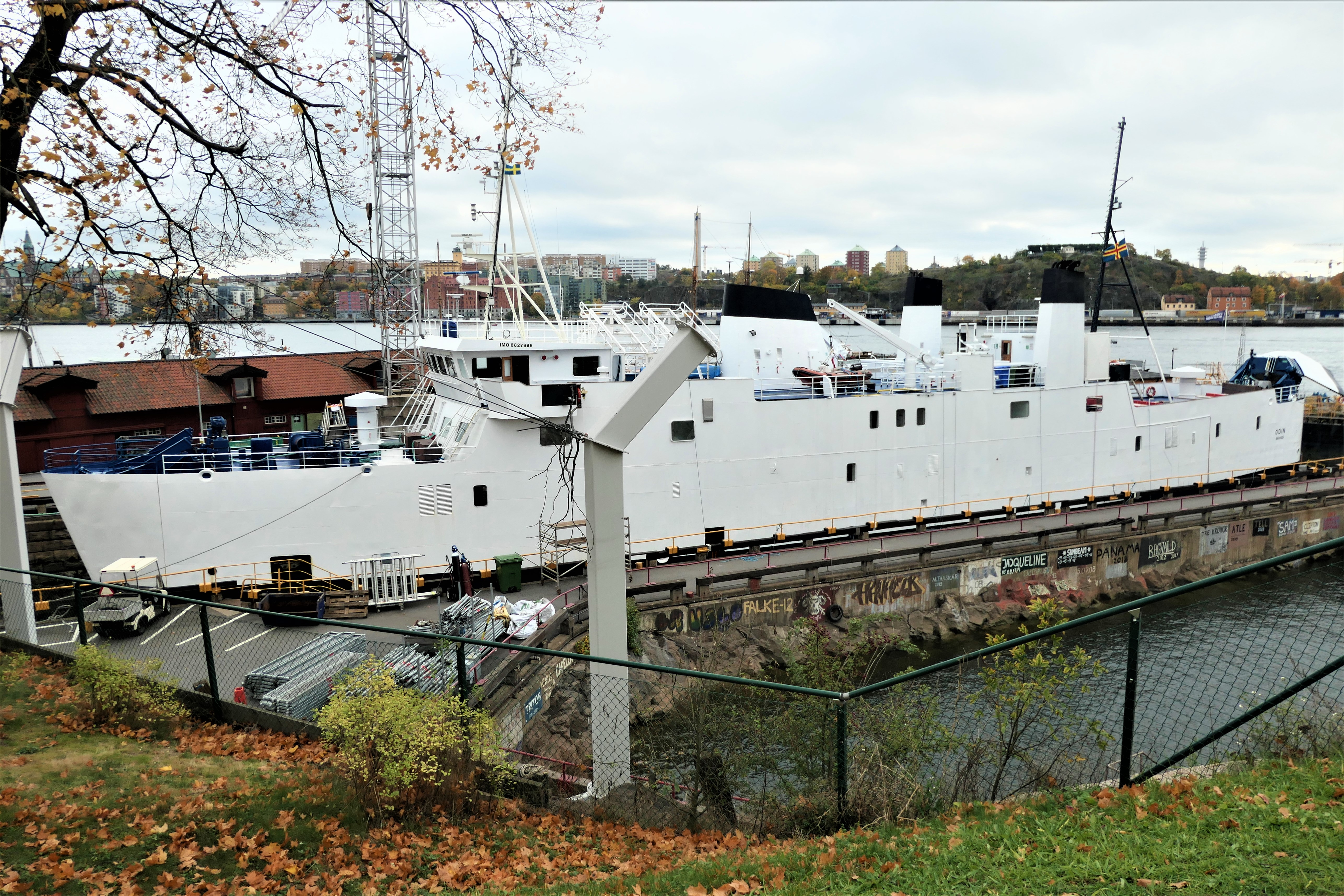
L'Odin in cantiere a Stoccolma nel 2021.

Il 28 settembre 2023 termina il servizio per la J&L ed il 30 settembre viene disarmato a Mariehamn.
Il 15 maggio 2024 viene venduto alla compagnia italiana Medmar e, ribattezzato Medmar Giorgia, issa bandiera italiana e salpa per i cantieri di Napoli, dove giunge il 20 giugno e dove si trova tutt'oggi in attesa di prendere servizio sulla Pozzuoli-Procida.

## Navi gemelle
- Frigg Sydfyen